# Henri van der Noot
Pour les autres membres de la famille, voir Famille van der Noot.
Henri van der Noot, aussi appelé populairement Vaderke Heintje (en néerlandais : Heintje ou Henrikvan der Noot), né à Bruxelles le 7 janvier 1731 et mort à Strombeek le 12 janvier 1827, est un avocat, homme d'État et écrivain juridique de langue française, membre éminent des Lignages de Bruxelles. Il fut, avec Jean-François Vonck et Jacques-Dominique t'Kint, un des chefs de la révolution brabançonne.

## Biographie
Henri-Charles-Nicolas van der Noot de Vrechem est issu d'une des plus anciennes familles de vieille souche bruxelloise. Son père, Nicolas van der Noot, seigneur de Vreschem, avait été amman de Bruxelles. Licencié en droit de l'université de Louvain, il devient avocat au Conseil souverain de Brabant.
En 1787, il accéda à la notoriété en rédigeant un Mémoire sur les droits du peuple brabançon et les atteintes y portées en réponse aux réformes administratives de l'empereur Joseph II. Ce document aux vues étroitement conservatrices défendant les privilèges des États du Brabant le rendit populaire et en fit le porte-parole. En 1788, il se réfugia à Breda pour ne pas être arrêté. En 1789, il prit avec Jean-François Vonck une grande part à l'insurrection qui avait pour but de chasser les Impériaux des Pays-Bas. Le 24 octobre 1789, on lut aux volontaires sous les ordres du colonel van der Mersch qui devaient marcher sur Turnhout le célèbre mémoire de van der Noot intitulé Manifeste du peuple brabançon. Après la défaite des Impériaux à la bataille de Turnhout, les troupes impériales évacuèrent le pays et van der Noot et sa compagne, Jeanne de Bellem, furent accueillis à Bruxelles en triomphateurs. Le 18 décembre 1789 il fut couronné de lauriers au théâtre de la Monnaie à Bruxelles. Une fois la victoire acquise, soutenu par le clergé, il élimina les partisans de Vonck et devint président du Congrès national, chargé du pouvoir exécutif. Les Impériaux ayant repris le pays en 1790, il se retira à nouveau en Hollande. Il est en Angleterre en 1792. L'invasion des Pays-Bas autrichiens par les troupes révolutionnaires françaises de Dumouriez lui fit concevoir l'espérance de reparaître sur la scène politique. À cet effet, il tenta d'engager des négociations avec le Gouvernement français, notamment à la fin de septembre 1792 auprès de Chauvelin, ministre plénipotentiaire de France à Londres. Ces tentatives ne produisirent aucun résultat. Dans une adresse publiée fin 1792, van der Noot engagea ses compatriotes à s'unir à la France. Revenu à Bruxelles, il fut brièvement emprisonné en 1796 et ne joua plus aucun rôle politique.
Le 12 janvier 1827, van der Noot, meurt complètement oublié dans son domaine de Strombeek. La pierre tombale que le comte Amédée de Beauffort fit réaliser en 1830 se trouvait à l'origine à l'entrée de l'église Saint-Amand, mais lorsque le cimetière fut déplacé, elle fut maçonnée dans le mur de la cour près du grand chœur. Le parc de l’autre côté de la rue porte son nom.
Son portrait par Francesco Bartolozzi, est dû au peintre Pierre De Glimes ou de Glim, qui avait également peint le portrait de Marianne de Bellem, la fille de sa maîtresse Jeanne de Bellem.

Armoiries des van der Noot : « d'or à cinq coquilles de sable rangées en croix ».
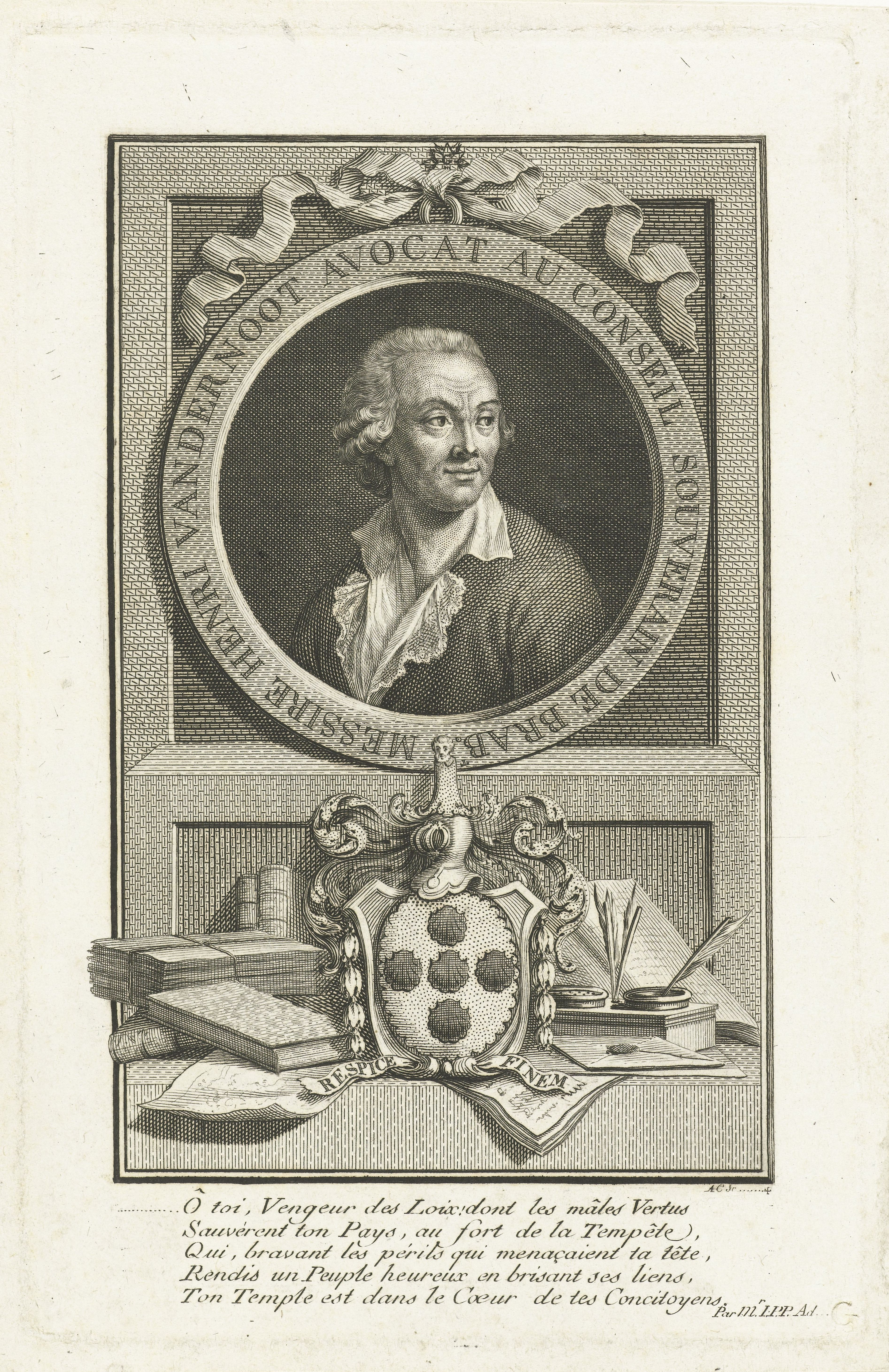
Henri van der Noot avocat au conseil souverain de brabant, Rijksmuseum.
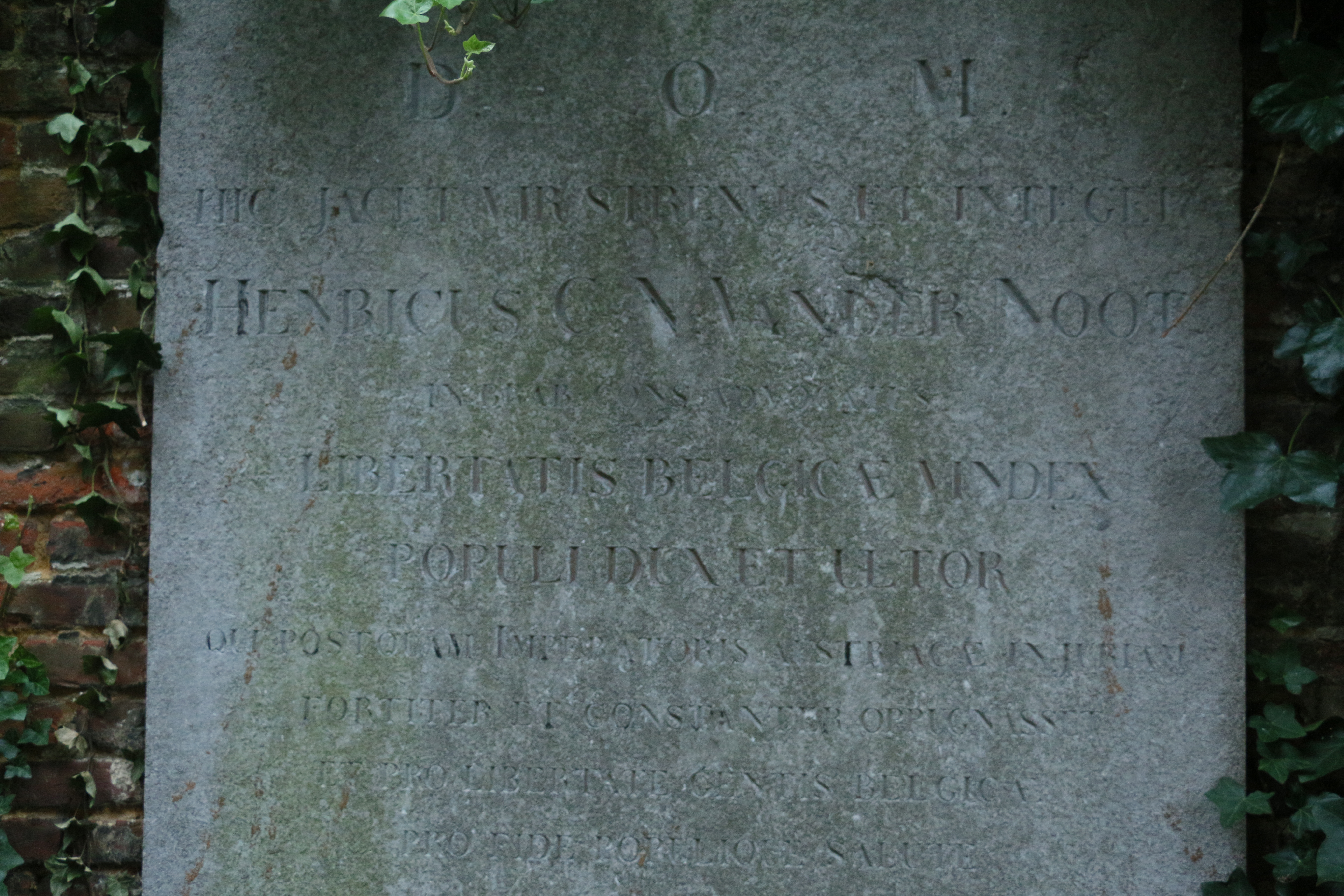
La pierre tombale de d'Henri van der Noot à Strombeek.